# Georg Steinberg
Georg Steinberg (* 1974 in Waibstadt) ist ein deutscher Rechtswissenschaftler und Hochschullehrer an der Universität Potsdam.

## Leben
Nach Abitur und Grundwehrdienst nahm Steinberg 1995 das Studium der Musikwissenschaften und der Rechtswissenschaften an der Universität Heidelberg auf. 2001 legte er sein Erstes Juristisches Staatsexamen ab. Im Anschluss daran nahm er ein Promotionsstudium an der Universität Halle-Wittenberg auf, das er 2004 mit der von Hinrich Rüping betreuten Promotion zum Dr. iur. abschloss. Ab 2003 leistete er sein Referendariat am Kammergericht Berlin ab, welches er 2005 mit dem Zweiten Staatsexamen abschloss. Anschließend arbeitete Steinberg als wissenschaftlicher Assistent von Rüping an der Universität Hannover. Dort schloss Steinberg 2008 sein Habilitationsverfahren ab und erhielt die Venia legendi für die Fächer Strafrecht, Strafprozessrecht, Wirtschaftsstrafrecht und Rechtsphilosophie. Ab Oktober 2007 war Steinberg zudem als Rechtsanwalt in einer Berliner Rechtsanwaltskanzlei tätig. Seit 2010 ist er dort Of counsel.
Nach einer Lehrstuhlvertretung an der Universität Münster und einem Lehrauftrag an der Universität Passau nahm Steinberg 2009 einen Ruf der Universität zu Köln auf die Professur für Strafrecht und Strafprozessrecht an. 2012 wechselte er auf den gleichnamigen Lehrstuhl an die EBS Universität für Wirtschaft und Recht in Wiesbaden. Seit 2016 ist er Inhaber des ordentlichen Lehrstuhls für Strafrecht und Strafprozessrecht an der Universität Potsdam.

## Werke (Auswahl)
Steinbergs Forschungsschwerpunkte liegen vor allem im materiellen Strafrecht, dem Wirtschaftsstrafrecht und in der Strafrechtsgeschichte und -philosophie.
- Christian Thomasius als Naturrechtslehrer. Heymanns, Köln 2005, ISBN 978-3-452-25903-5 (Dissertation).
- Angewandte juristische Methodenlehre für Anfänger: erläutert an Beispielen aus dem Strafrecht. Peter Lang, Frankfurt am Main 2006, ISBN 978-3-631-55345-9.
- Richterliche Gewalt und individuelle Freiheit. Ein Ansatz zu einer allgemeinen Prozesslehre. Klostermann, Frankfurt am Main 2010, ISBN 978-3-465-03675-3 (Habilitationsschrift).
- Strafe für das Versetzen in Todesangst. Psychische Gesundheit als strafrechtliches Rechtsgut. Nomos, Baden-Baden 2015, ISBN 978-3-8487-1797-2.